# 春江駅
春江駅（はるええき）は、福井県坂井市春江町中筋にある、ハピラインふくいハピラインふくい線の駅である。

## 歴史
- 1926年（大正15年）5月1日：国有鉄道北陸本線の森田駅 - 丸岡駅間に新設開業（一般駅[1]）。
- 1948年（昭和23年）6月28日：福井地震により駅舎全壊[4]。
- 1949年（昭和24年）1月12日：本屋その他復旧工事竣工[4]。
- 1961年（昭和36年）4月10日：貨物の取扱を廃止（旅客駅となる）[5]。
- 1984年（昭和59年）2月1日：荷物の取扱を廃止[5]。
- 1987年（昭和62年）4月1日：国鉄分割民営化により、西日本旅客鉄道（JR西日本）の駅となる[5]。
- 2018年（平成30年）9月15日：ICカード「ICOCA」の利用が可能となる[6][7][8][9][10][11]。
- 2021年（令和3年）12月21日：無人化[3][12]。
- 2024年（令和6年）3月16日：北陸新幹線の金沢駅 - 敦賀駅間開業に伴い、ハピラインふくいの駅となる[13][14][15]。

## 駅構造

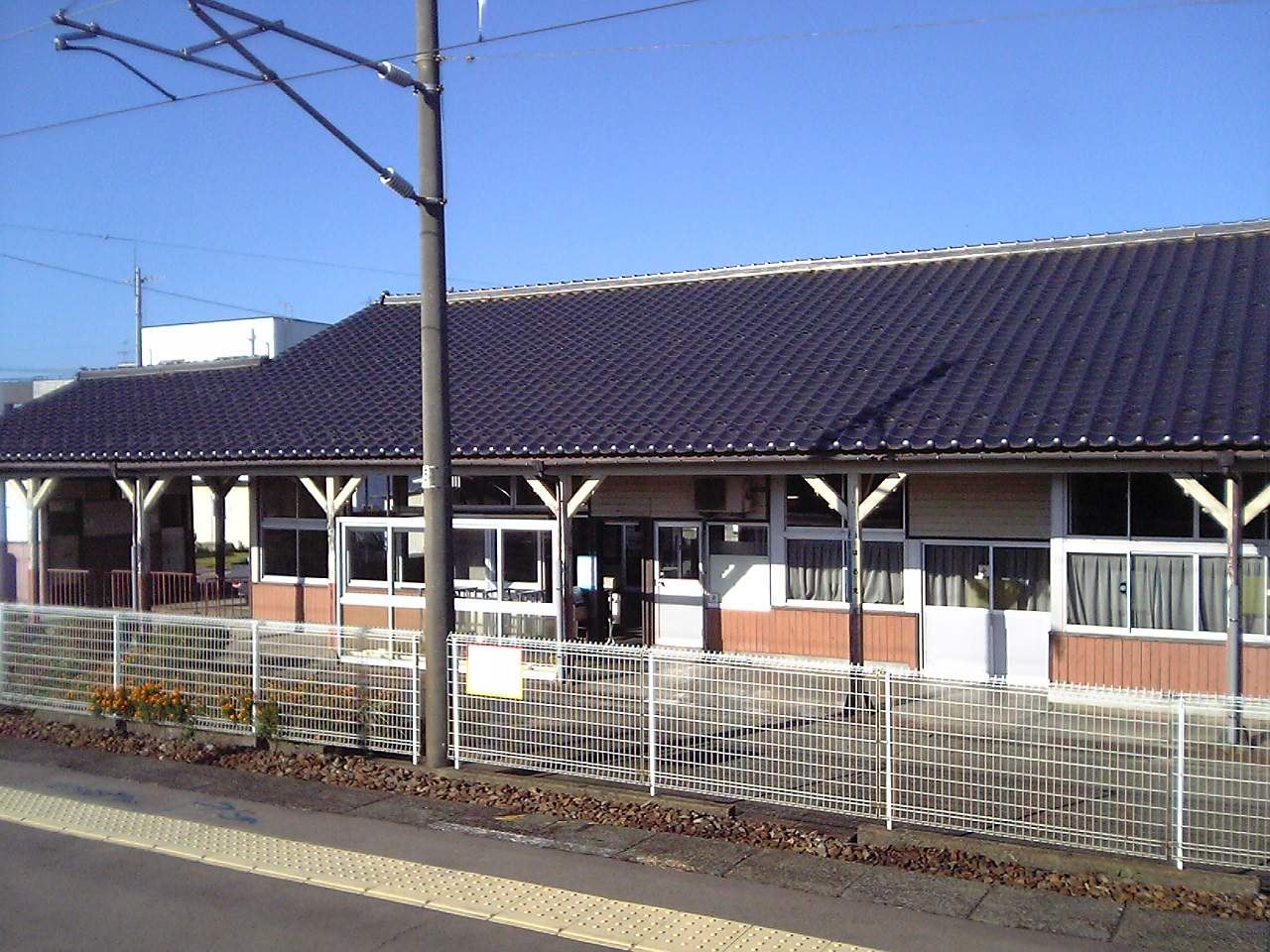
ホームから見た駅舎（2009年10月）

元々は島式ホーム1面3線を有する地上駅であったが島式ホーム外側上り待避線が撤去され、現在は島式ホーム1面2線を有する地上駅。分岐器や絶対信号機を持たないため、停留所に分類される。線路西側に駅舎があり、ホームへは跨線橋で連絡している。福井地震後に再建された木造駅舎が残っている。
北陸新幹線敦賀延伸まではJR西日本金沢支社の福井地域鉄道部が管理する無人駅であった。券売機と、ICカード専用の簡易改札機が設置されている。

### のりば
| のりば | 路線                | 方向 | 行先               |
| ------ | ------------------- | ---- | ------------------ |
| 1      | ■ハピラインふくい線 | 下り | 芦原温泉・金沢方面 |
| 2      | ■ハピラインふくい線 | 上り | 福井・敦賀方面     |

- 接近警告機から鳴るメロディは、下りホームが「村の鍛冶屋」、上りホームが「エリーゼのために」である。
- トイレは改札の外側、待合室の南隣にある。

## 利用状況
「福井県統計年鑑」によると、2022年（令和4年）度の1日平均乗車人員は1,010人である。
近年の1日平均乗車人員は以下の通り。
| 年度   | 1日平均 乗車人員 |
| ------ | ---------------- |
| 1997年 | 1,149            |
| 1998年 | 1,112            |
| 1999年 | 1,115            |
| 2000年 | 1,100            |
| 2001年 | 1,176            |
| 2002年 | 1,102            |
| 2003年 | 1,093            |
| 2004年 | 1,051            |
| 2005年 | 1,043            |
| 2006年 | 1,073            |
| 2007年 | 1,083            |
| 2008年 | 1,082            |
| 2009年 | 1,028            |
| 2010年 | 1,037            |
| 2011年 | 1,051            |
| 2012年 | 1,053            |
| 2013年 | 1,084            |
| 2014年 | 1,035            |
| 2015年 | 1,029            |
| 2016年 | 1,003            |
| 2017年 | 1,082            |
| 2018年 | 1,073            |
| 2019年 | 1,103            |
| 2020年 | 888              |
| 2021年 | 941              |
| 2022年 | 1,010            |

## 駅周辺
駅のすぐ南に線路をくぐる地下道があるが、自動車は通れない。
- 京福バス 春江駅前停留所
  - 47系統（春江丸岡線） 霞の郷行き、大石コミュニティセンター行き ※休日・年末年始運休
- 坂井市立春江小学校
- 坂井市立春江中学校
- 坂井市文化の森
  - ハートピア春江
  - 坂井市立春江図書館
  - 福井県児童科学館（エンゼルランドふくい）
- 坂井市役所春江支所（旧春江町役場）
- 嶺北消防組合消防本部、同嶺北消防署
- 福井空港（※定期便は就航していない）
- 福井県道29号福井金津線 - 駅前で旧道が曲折しており、駅舎正面（北西）方向約800 m先の随応寺交差点で現道と接続。
- 福井県道102号春江川西線 - 駅前起点であるが随応寺交差点までは上の県道に重複。
- 福井県道160号板倉高江線
- ハニーBigBellyMarket春江
- アル・プラザアミ

## 隣の駅
ハピラインふくい
■ハピラインふくい線
森田駅 - 春江駅 - 丸岡駅